# Davinópolis (Maranhão)
Davinópolis é um município brasileiro no Sudoeste do estado do Maranhão. Sua população, conforme estimativa do Censo do IBGE de 2022, é de 14 404 habitantes. Faz parte da Região Metropolitana do Sudoeste Maranhense e da região tocantina do estado.

## História
Davinópolis foi elevado à categoria de município em 10 de novembro de 1994.

### Nomenclatura
O nome Davinópolis é uma homenagem ao político Davi Alves Silva, criador da cidade quando era prefeito de Imperatriz.

## Geografia
A área do município de Davinópolis é de 332,249 quilômetros quadrados, o que o coloca na posição 197 dentre as 217 cidades do estado do Maranhão.
| Área da unidade territorial [2024] | 332,249 km²                                                                        |
| Hierarquia urbana [2018]           | Capital Regional C - Município integrante do Arranjo Populacional de Imperatriz/MA |
| Região de Influência [2018]        | Arranjo Populacional de São Luís/MA - Capital Regional A                           |
| Região intermediária [2024]        | Imperatriz                                                                         |
| Região imediata [2024]             | Imperatriz                                                                         |
| Mesorregião [2022]                 | Oeste Maranhense                                                                   |
| Microrregião [2022]                | Imperatriz                                                                         |

Fonte: IBGE
| Bioma predominante [2024]             | Cerrado  |
| Área urbanizada [2019]                | 5,12 km² |
| Esgotamento sanitário adequado [2010] | 20,9 %   |
| Arborização de vias públicas [2010]   | 87,8 %   |
| Urbanização de vias públicas [2010]   | 1,2 %    |

Fonte: IBGE
Economia
Em 2021, o PIB per capita de Davinópolis era de R$ 14.720,3. Comparando0se com outros municípios do estado do Maranhão, ficava nas posições 37 de 21. Já o percentual de receitas externas em 2023 era de 96,74%, o que o colocava na posição 22 de 217.
| PIB per capita [2021]                                                                           | 14.720,30 R$     |
| Índice de Desenvolvimento Humano Municipal (IDHM) [2010]                                        | 0,607            |
| Total de receitas brutas realizadas [2023]                                                      | 83.432.526,60 R$ |
| Transferências correntes (Percentual em relação às receitas correntes brutas realizadas) [2023] | 96,74%           |
| Total de despesas brutas empenhadas [2023]                                                      | 66.968.435,20 R$ |

Fonte: IBGE
| Salário médio mensal dos trabalhadores formais [2022]                                             | 1,8 salários mínimos |
| Pessoal ocupado [2022]                                                                            | 3.111 pessoas        |
| População ocupada [2022]                                                                          | 21,60 %              |
| Percentual da população com rendimento nominal mensal per capita de até 1/2 salário mínimo [2010] | 44,3 %               |

Fonte: IBGE
Educação
Em 2010, a taxa de escolarização de 6 a 14 anos de idade do município de Davinópolis era de 98,7%. Comparando-se com outros municípios do estado do Maranhão, ficava na posição 10 de 217.
| Taxa de escolarização de 6 a 14 anos de idade [2010]             | 98,7 %           |
| IDEB – Anos iniciais do ensino fundamental (Rede pública) [2023] | 4,5              |
| IDEB – Anos finais do ensino fundamental (Rede pública) [2023]   | 3,4              |
| Matrículas no ensino fundamental [2023]                          | 2.162 matrículas |
| Matrículas no ensino médio [2023]                                | 463 matrículas   |
| Docentes no ensino fundamental [2023]                            | 172 docentes     |
| Docentes no ensino médio [2023]                                  | 22 docentes      |
| Número de estabelecimentos de ensino fundamental [2023]          | 14 escolas       |
| Número de estabelecimentos de ensino médio [2023]                | 1 escolas        |

Fonte: IBGE